# Marija Kowrigina
Marija Dmitrijewna Kowrigina (ros. Мария Дмитриевна Ковригина, ur. 6 lipca 1910 w guberni permskiej, zm. 12 marca 1995 w Moskwie) – radziecka polityk, minister ochrony zdrowia ZSRR (1954-1959).
Od 1924 należała do Komsomołu, 1926 skierowana na okręgowe kursy pracowników domu dziecka w Szadryńsku, po których została przewodniczącą biura młodych Pionierów; zorganizowała pierwszy w regionie obóz pionierski. Od początku 1931 do 1936 studiowała w Instytucie Medycznym w Swierdłowsku (obecnie Jekaterynburg), w grudniu 1931 została przyjęta do WKP(b), po ukończeniu Instytutu Medycznego pracowała w szpitalu miejskim w Czelabińsku, 1939 odbyła kursy w Kazańskim Instytucie Państwowym Doskonalenia Kadry Lekarskiej, od lutego 1940 była instruktorem, później kierownikiem Wydziału Kadr Narodowej Edukacji i Ochrony Zdrowia Komitetu Obwodowego WKP(b) w Czelabińsku. Po ataku Niemiec na ZSRR w 1941 zajmowała się leczeniem rannych żołnierzy Armii Czerwonej, równocześnie 1941-1942 była zastępcą przewodniczącego Komitetu Wykonawczego Rady Obwodowej w Czelabińsku. Od września 1942 zastępca ludowego komisarza/ministra, a od 3 grudnia 1950 do 28 stycznia 1953 minister ochrony zdrowia Rosyjskiej FSRR. Od 14 października 1952 do 17 października 1961 członek KC KPZR, od lutego 1953 I zastępca ministra ochrony zdrowia ZSRR, od 1 marca 1954 do 12 stycznia 1959 minister ochrony zdrowia ZSRR, później dyrektor i rektor Centralnego Instytutu Doskonalenia Kadry Lekarskiej Ministerstwa Ochrony Zdrowia ZSRR, od 1986 na emeryturze. 1960 otrzymała tytuł „Zasłużony Lekarz RFSRR”, a 1980 „Honorowy Doktor Medycyny”. Deputowana do Rady Najwyższej ZSRR 4 kadencji. Pochowana na Cmentarzu Kuncewskim w Moskwie.
Przyjaźniła się z Eleanor Roosevelt, Indirą Gandhi i królową Belgii Elżbietą.

## Odznaczenia
- Order Lenina (1966)
- Order Rewolucji Październikowej
- Order Czerwonego Sztandaru Pracy (trzykrotnie - 1943, 1960 i 1970)
- Order „Znak Honoru” (1945)
- Medal „Za ofiarną pracę w Wielkiej Wojnie Ojczyźnianej 1941–1945” (1945)
- Krzyż Komandorski Orderu Odrodzenia Polski (1949) (Polska)

i order bułgarski.